# Ioan Viorel Ganea
Ioan Viorel Ganea est un footballeur international roumain né le 10 août 1973 à Făgăraș. Il évoluait au poste d'attaquant.
Il est le père de George Ganea, lui aussi footballeur professionnel.

## Biographie
Il est connu pour avoir marqué le pénalty de la victoire de la Roumanie contre l'Angleterre lors de l'Euro 2000. Ce but inscrit à la 89e minute permit aux Roumains de s'imposer 3-2 et de se qualifier pour les quarts de finale à la place de l'Angleterre.

## Palmarès
- Équipe de Roumanie
  - 45 sélections et 19 buts entre 1999 et 2006.
  - Participation à l'Euro 2000 (quart de finaliste)

### En clubs
- Finaliste de la Coupe de Roumanie: 1998 avec Universitatea Craiova.

- Champion de Roumanie: 1999 avec Rapid Bucarest.
- Vainqueur de la Supercoupe de Roumanie: 1999 avec Rapid Bucarest.
- Vainqueur de la Coupe de Roumanie: 2007 avec Rapid Bucarest.

- Vice-Champion d'Allemagne: 2003 avec VfB Stuttgart.
- Vainqueur de la Coupe Intertoto: 2000 et 2002 avec VfB Stuttgart.

- Champion de Roumanie: 2007 avec Dinamo Bucarest.